# Tixcacalcupul
Tixcacalcupul är en kommun i Mexiko.   Den ligger i delstaten Yucatán, i den östra delen av landet, 1 100 km öster om huvudstaden Mexico City. Antalet invånare är 6 665. Arean är 1 165 kvadratkilometer.
Terrängen i Tixcacalcupul är mycket platt.